# Methia vittata
Methia vittata là một loài bọ cánh cứng trong họ Cerambycidae.